# Talsperre Klingenberg
Die Talsperre Klingenberg ist eine Talsperre im Freistaat Sachsen. Sie dient der Trinkwasserversorgung von Dresden und großen Teilen des ehemaligen Weißeritzkreises, dem Hochwasserschutz und in geringem Maße der Energieerzeugung.

## Staumauer
Die Staumauer der Talsperre Klingenberg ist eine gekrümmte Gewichtsstaumauer aus Bruchsteinmauerwerk nach dem Intze-Prinzip. Bemerkenswert an dieser denkmalgeschützten Talsperre ist der markante Kronenaufsatz in der Mitte. Über die Staumauer führt ein öffentlicher Weg.
Die Talsperre hat eine Vorsperre, deren Absperrbauwerk ein Staudamm ist, und zwei Vorbecken. Teil des Systems ist auch die Talsperre Lehnmühle, die bis zu deren Bau die Funktion einer Vorsperre hatte und heute vor allem ein gesteuerter Teil der Trinkwasserversorgung und der Hochwasserabwehr ist.
Die Ableitung des Rohwassers zum Wasserwerk Dresden-Coschütz erfolgt über die Wasserkraftwerke Dorfhain und Tharandt. Am Fuß der Talsperre befinden sich das Wasserwerk und das Wasserkraftwerk Klingenberg.

## Geschichte

### Bau
Die Staumauer wurde ab 1908 in der Nähe von Klingenberg im Vorland des Osterzgebirges nach einem architektonischen Entwurf von Hans Poelzig erbaut. 1914 ging die Talsperre in Betrieb und erhielt den Namen des letzten sächsischen Königs: Friedrich-August-Talsperre. Das gestaute Gewässer ist die Wilde Weißeritz.
Ihre Errichtung war Teil eines Hochwasserschutzkonzepts, das nach dem verheerenden Hochwasser von 1897 bei der Amtshauptmannschaft Dresden-Altstadt unter Leitung von Amtshauptmann und Talsperrenkommissar Arnold Streit entstand. Während des Baus wurde eine normalspurige Werkbahn vom Bahnhof Klingenberg-Colmnitz zur Baustelle angelegt, die von 1911 bis 1914 verkehrte. Auf ihrer Trasse über die Streichholzbrücke verläuft heute der Höhenweg.

### Sanierung
Durch das Hochwasser 2002 der Wilden Weißeritz kam es vor allem am Überlauf der Talsperrenmauer und der 150 m langen Kaskaden-Hochwasserentlastung mit den sieben Gefällestufen zu Beschädigungen (Ausspülungen). Sie war nur für ein größtes Hochwasser von 86 Kubikmetern pro Sekunde bemessen, aber es gab Spitzenabflüsse von 160 m³/s.
Die Staumauer und die Vorsperre wurden 2005 bis 2013 aufwändig saniert. Vom Sommer 2009 bis 2012 war das Wasser der Hauptsperre komplett abgelassen. Im März 2010 erfolgte der Abbruch der wasserseitigen Schale, bis 2012 wurde die Wasserseite neu mit Beton abgedichtet und neue Überwachungseinrichtungen eingebaut. Die Sanierungskosten betrugen ungefähr 85 Millionen Euro.
Die Stadt Dresden wurde während der Bauzeit aus der 2008 fertiggestellten neuen Vorsperre mit Trinkwasser versorgt. Es kommt durch den neuen über drei Kilometer langen Stollen, der von der Vorsperre bis zum Fuß der Staumauer in den Fels gebaut worden ist. Nach der Instandsetzung der Hauptsperre dient dieser Umleitungsstollen als zusätzlicher Hochwasserentlastungsstollen.
Die Hauptsperre hat bei der Sanierung einen Kontrollgang bekommen, der bei vollem Stau längs in die Mauer gesprengt wurde. Auch ein neuer Grundablassstollen wurde gebaut. Die Leistungsfähigkeit hat sich durch die Sanierung ungefähr verdoppelt.
Seit einigen Jahren wird mit einem neuen Rohwasser-Überleitungssystem der Revierwasserlaufanstalt Freiberg aus den Talsperren Rauschenbach über bzw. zusätzlich direkt aus der Lichtenberg Wasser in die Vorsperre der Talsperre geleitet.
Der damalige sächsische Umweltminister Frank Kupfer schloss die Sanierungsarbeiten am 20. September 2013 mit einem symbolischen Akt offiziell ab.

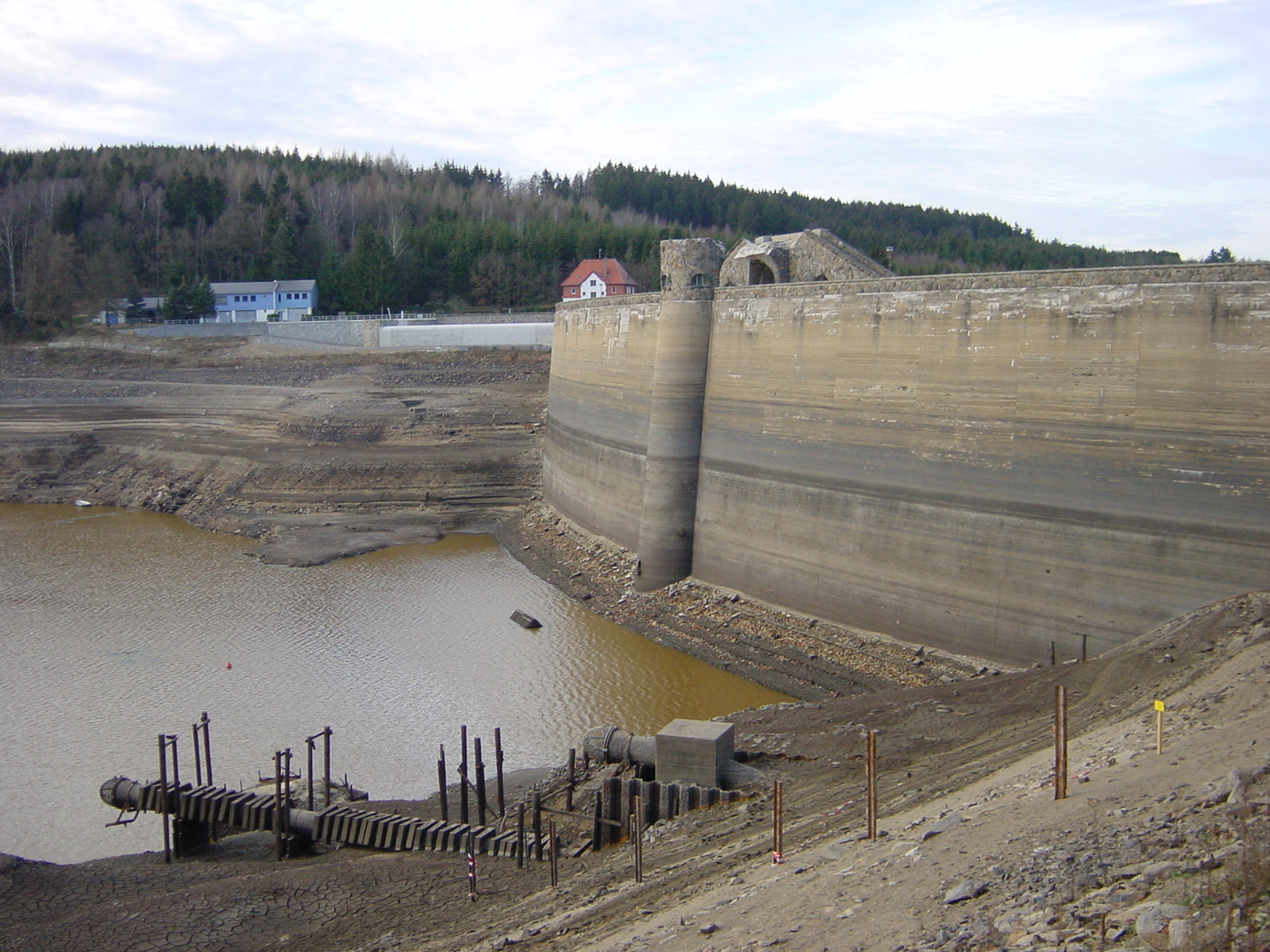
Der leere Stausee im November 2009
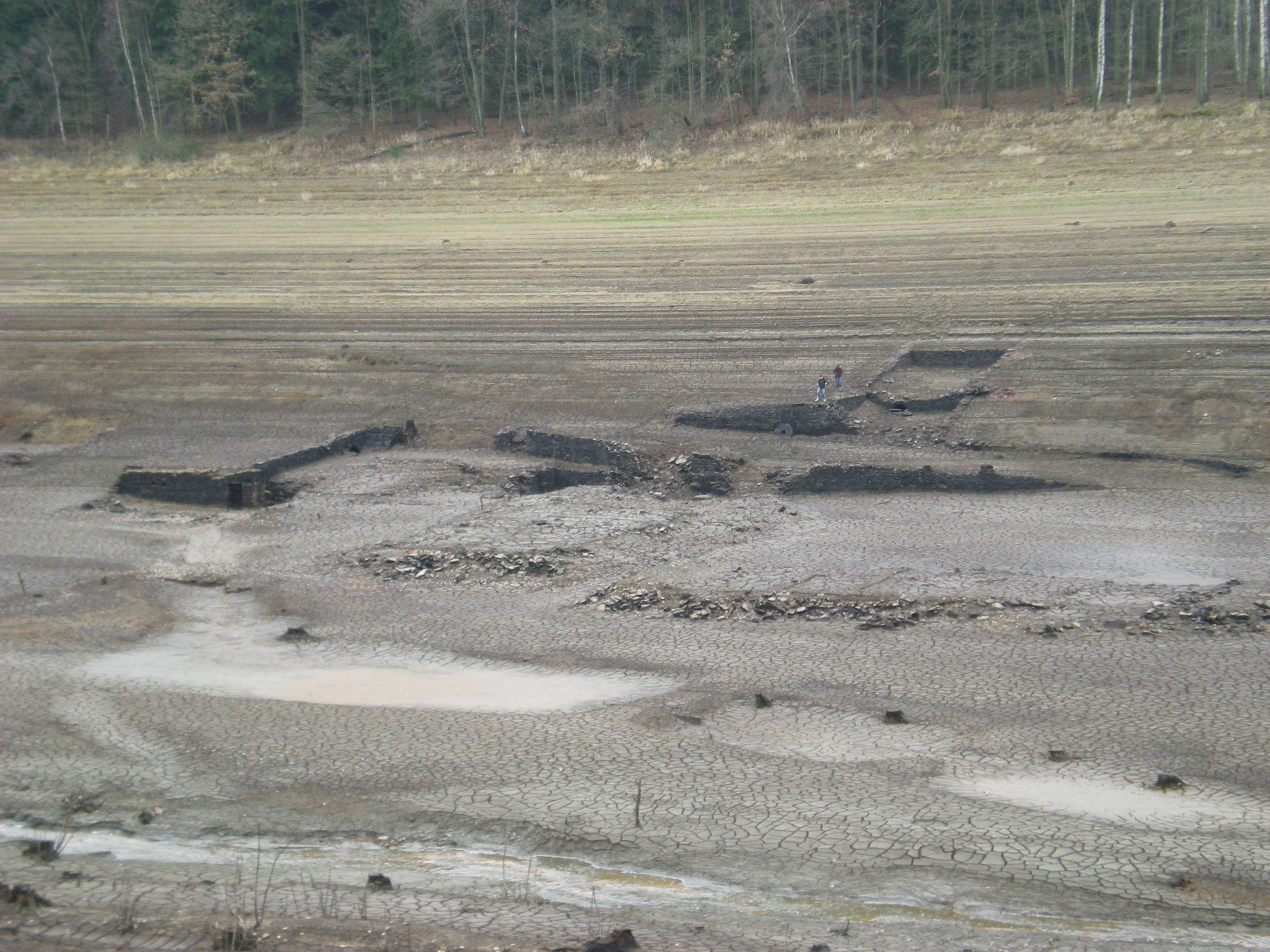
Die alte Holzmühle auf dem Grund des Stausees im Dezember 2009
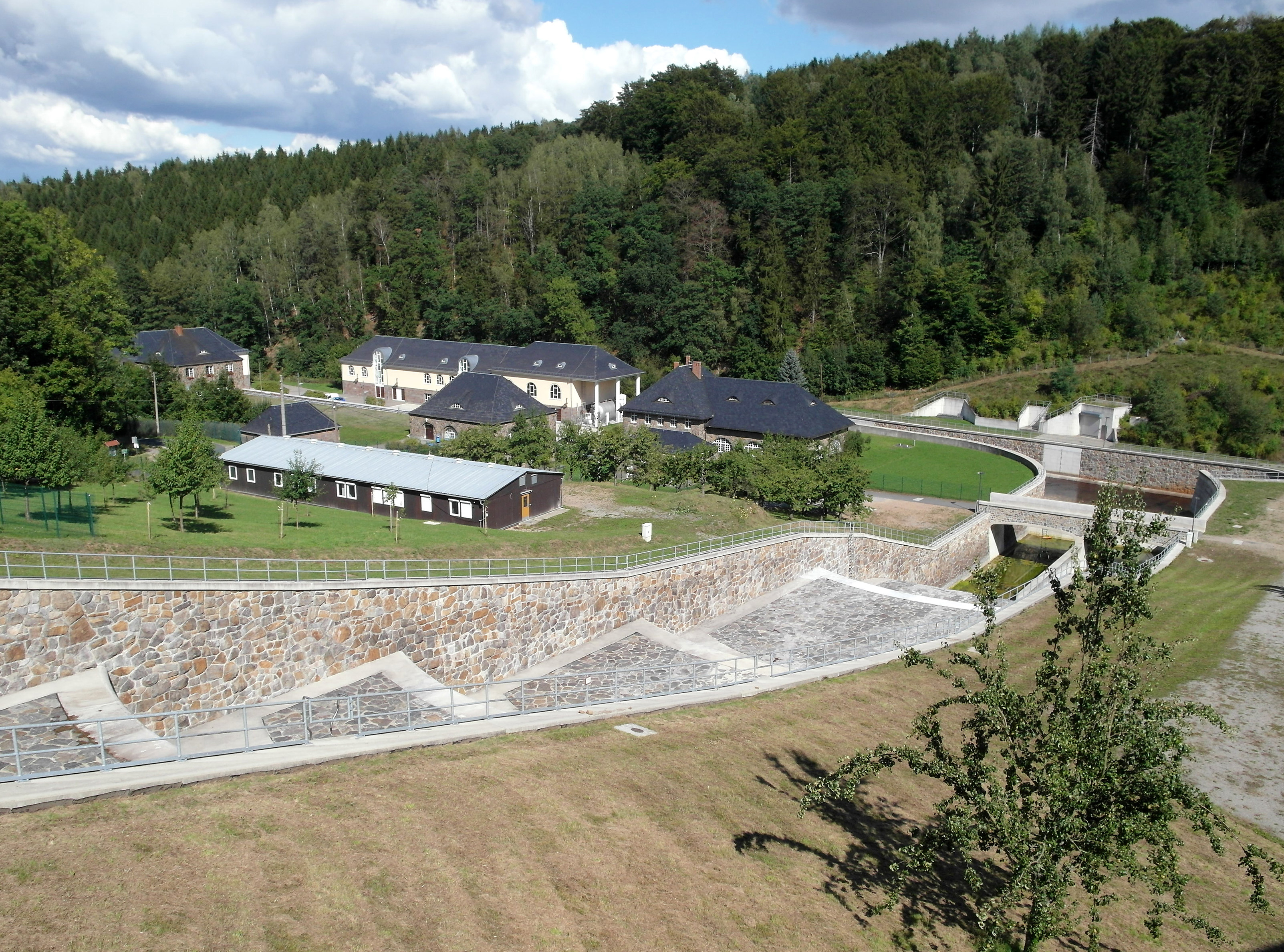
Nach der Sanierung mit Sicht auf den Überlaufkanal und das Tal 2015

## Tourismus
Baden und Freizeitsport im Stausee sind nicht erlaubt, aber man kann rund um den Stausee wandern. An beiden Seiten der Staumauer gibt es Gaststätten.